# Condado de Monaghan
Monaghan (en irlandés: Muineacháin) es un condado de la República de Irlanda. Es uno de los tres condados que forman la provincia del Úlster sin ser parte de Irlanda del Norte. El nombre, derivado de Muine Cheain significa Tierra de las pequeñas colinas. El nombre hace referencia a los numerosos drumlins que hay en el área, que son colinas pequeñas formadas por la acción de un glaciar.
La población del condado es de 55.816 habitantes (censo de 2006). Monaghan es, por extensión, el cuarto menor condado de los 26 condados tradicionales de la República. De entre los 9 condados del Úlster es el menor tanto en superficie como en población.

## Historia
En 1585 Sir John Perrot visitó la zona y se reunión con los caudillos locales (tains). Le solicitaron que el Úlster se dividiera en condados y que las tierras del reino de Airgíalla fueran repartidas entre los jefes de los McMahon. Se estableció una comisión para llevarlo a cabo y de este modo nació el condado de Monaghan. El condado se subdividió en las cinco baronías que aún existen en la actualidad: Farney, Cremorne, Dartrey, Monaghan y Truagh, que quedó bajo el control de los McKenna.
Tras la derrota de la rebelión de Hugh O'Neill y los caudillos del Úlster en 1603, el condado no recibió la población protestante que llegó a los otros condados del Úlster. Las tierras quedaron en manos de los caudillos nativos. Durante la rebelión de 1641, los McMahon y sus aliados se unieron a la rebelión general de los católicos irlandeses. Tras su derrota siguió la llegada de familias escocesas e inglesas para poblar el condado.
En tiempos contemporáneos, en 1974, fue escenario de un sangriento atentado con coche bomba.

## Ciudades y pueblos
Annayalla (Annyalla) 228
Ballybay 1,241
Bellanode 470
Cabragh (Threemilehouse) 156
Carrickmacross 5,032
Castleblayney 3,607
Clones 1,680
Clontibret 172
Doohamlat (Doohamlet) 257
Emyvale 701
Glasslough 453
Inniskeen 273
Monaghan 7,678
Newbliss 327
Oram 186
Rockcorry 316
Scotshouse 220
Scotstown 361
Smithborough 395